# Rosie Malek-Yonan
Rosie Malek-Yonan sinh ngày 4.7.1965, là nhà văn, nữ diễn viên, đạo diễn, nhân vật công chúng, nhà hoạt động nhân quyền người Mỹ gốc Assyria.

## Thời niên thiếu
Sinh tại Tehran, Iran, Rosie Malek-Yonan là hậu duệ của một trong các gia tộc người Assyria nổi tiếng, lâu đời nhất, bắt nguồn từ gần 11 thế kỷ trước. Gia tộc hoặc bộ lạc Malek xuất xứ từ làng Geogtapah, thuộc vùng Urmi (cũng gọi là Urmia), một vùng ở miền tây bắc Iran. Geogtapa là ngôi làng người Assyria Kitô giáo lớn nhất trong vùng và đa số dân làng đều thuộc gia tộc Malek-Yonan với khu đất lâu đời nhất trong nghĩa trang gia tộc từ khoảng năm 1.100 sau Công nguyên.
Cha của Rosie, George Malek-Yonan (sinh năm 1924), một luật sư quốc tế ở Iran, người chịu trách nhiệm cá nhân trong việc thương lượng giành một ghế cho người thiểu số Assyria Kitô giáo trong nghị viện Iran (Majlis of Iran). Đây là một thành tựu rất lớn cho một dân tộc đã không còn một quốc gia chính thức kể từ khi đế quốc Assyria bị sụp đổ.
Mẹ của Rosie, bà Lida Malek-Yonan (1928–2002) một nhà hoạt động theo chủ nghĩa nhân đạo, đều có ảnh hưởng trong việc đòi hỏi sự nhìn nhận quyền của phụ nữ Assyria ở Iran bằng việc thiết lập và làm chủ tịch "Tổ chức phụ nữ Assyria", một thành viên có đặc quyền chính thức được công nhận của "Hiệp hội phụ nữ Iran" cho tới khi chấm dứt triều đại Pahlavi.
Trong thời diệt chủng Assyria năm 1914–1918 (bởi đế quốc Ottoman), ông bà nội ngoại của Rosie phải rời bỏ quê cha đất tổ ở vùng Urmi, Iran. Gia tộc Malek-Yonan chạy tới vùng Lưỡng Hà nơi cha bà được sinh ra ở Baghdad (Iraq), trong khi bà ngoại của Rosie chạy sang Nga, nơi mẹ của Rosie được sinh ra ở Rostov. Các năm sau đó, cả hai gia đình nội ngoại đều trở về Tehran, nơi cha mẹ bà gặp nhau và kết hôn với nhau. Rosie có một người em gái tên Monica, cùng cộng tác mật thiết với bà trong phần lớn các dự án của bà.
Rosie sử dụng thành thạo 3 ngôn ngữ: tiếng Assyria, tiếng Ba Tư và tiếng Anh.

## Sự nghiệp

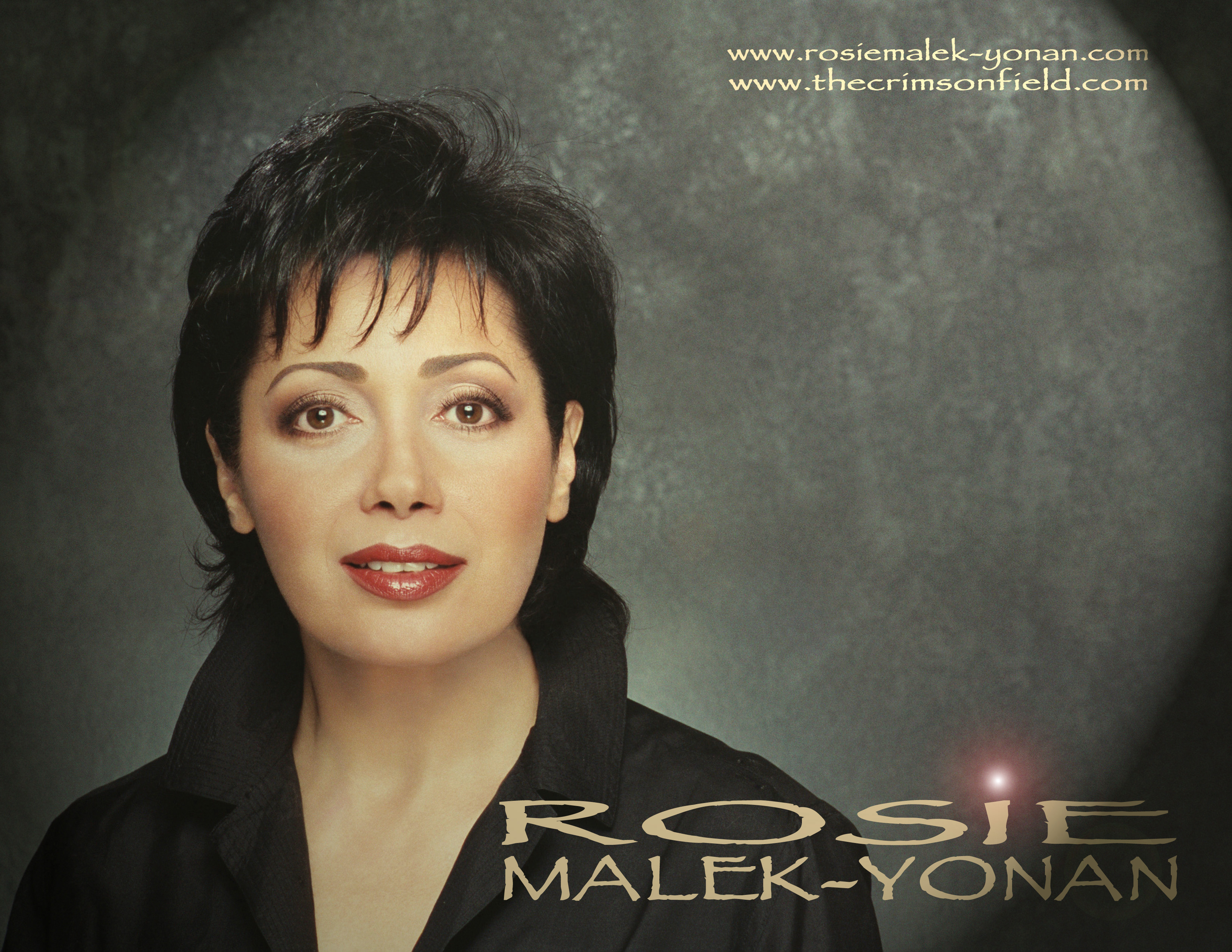

Rosie Malek-Yonan là nhà soạn nhạc, nhạc sĩ dương cầm, nữ diễn viên, đạo diễn, nhà văn, người làm phim tài liệu và nhà hoạt động nhân quyền. Bà bắt đầu học chơi dương cầm từ khi 4 tuổi; khi ở tuổi thanh thiếu niên bà đã đua tài và đã thắng nhiều cuộc thi dương cầm quốc gia ở Iran vào học ở nhạc viện Tehran. Năm 1972 sau khi đoạt giải dương cầm quốc gia ở Iran, bà đã được hoàng hậu Farah Pahlavi mời tới biểu diễn trong một cuộc trình diễn theo yêu cầu.
Khi đậu bằng L.C. tiếng Anh ở Đại học Cambridge, bà đã học chơi dương cầm cổ điển với Saul Joseph tại Nhạc viện San Francisco, và diễn xuất với Ray Reinhardt ở "Đoàn kịch nhạc viện Hoa Kỳ" (American Conservatory Theatre). Sau khi tốt nghiệp 2 bằng âm nhạc ở Đại học quốc gia San Francisco, bà được mời tới nghiên cứu kịch nghệ ở American Academy of Dramatic Arts (Học viện kịch nghệ Hoa Kỳ) và Pasadena Playhouse (Nhà diễn kịch ở Pasadena) lịch sử. Bà viết các kịch bản và được trình diễn trên sân khấu. Vở kịch do 1 phụ nữ độc diễn mang tên An Assyrian Exodus của Malek-Yonan năm 2008, được trình diễn để duyệt trước ở Hartford, Connecticut. Vở này dựa trên các nhật ký thực của gia đình được viết trong thời xuất hành ồ ạt khỏi Urmia, Iran năm 1918. Janey Golani của tờ The Assyrian Star đã viết về vở kịch "An Assyrian Exodus" này như sau: "... các diễn xuất của bà Rosie Malek-Yonan đã tạo cho các người tham dự nhiều cảm xúc tràn đầy, họ bị lôi cuốn bởi diễn xuất của bà".
Phê bình vai trò của Rosie Malek-Yonan như một diễn viên và một đạo diễn, Martin Hernandez của tờ LA Weekly viết như sau: "Được đạo diễn và diễn xuất tuyệt vời... Đạo diễn Rosie Malek-Yonan đã gọt giũa tác phẩm cho hoàn thiện, thậm chí tới cả việc lựa chọn các bài hát thích hợp cho những lúc chuyển cảnh và tạm nghỉ để chuyển cảnh".
Năm 1983 Malek-Yonan bắt đầu xuất hiện trên truyền hình ở loạt phim Dynasty của Aaron Spelling, tiếp theo là ở công ty AT&T nơi bà nói tiếng Assyria. Sau đó bà xuất hiện trên nhiều show truyền hình, phim và kịch nổi tiếng, đóng nhiều vai cặp với nhiều nam diễn viên hàng đầu của Hollywood. Bà đã xuất hiện trong Days of Our Lives, Chicago Hope, Beverly Hills, 90210, The Young and the Restless và năm 2008 bà tham gia diễn xuất vai Farah Mir trong General Hospital của hãng ABC. Trên Star Trek: Deep Space Nine bà là Tekoa. Bà cũng là diễn viên khách trong các show truyền hình như Generations, Seinfeld, Life và JAG. Bà đóng vai Nuru Il-Ebrahimi, đối diện với Reese Witherspoon trong phim Rendition của New Line Cinema được đạo diễn bởi Gavin Hood người đã từng đoạt giải Oscar. Phim này đã có suất chiếu ra mắt tại Liên hoan phim quốc tế Toronto năm 2008.

## Hoạt động nhân quyền
Rosie Malek-Yonan là người cương quyết bênh vực các vấn đề liên quan tới dân tộc bà, đặc biệt làm cho dư luận chú ý tới vụ "diệt chủng Assyria" cũng như hoàn cảnh nguy hiểm hiện nay của người Assyrian ở Trung Đông từ khi Hoa Kỳ và Lực lượng Đồng minh mở Cuộc tấn công Iraq 2003.
Bà đã thẳng thắn chỉ trích Hoa Kỳ vì đã không che chở cho các Kitô hữu ở Iraq ngay từ khi bắt đầu cuộc tấn công Iraq năm 2003. Trong một cuộc phỏng vấn của tờ The New York Times Malek-Yonan nói rằng: "Mỗi lần các nước phương Tây mở cuộc chiến tranh ở Trung Đông, thì nó đều trở thành một cuộc chiến tranh tôn giáo... ". Trong cuộc phỏng vấn này, bà cũng cho rằng các vị chỉ huy người Kurd ở Iraq chịu trách nhiệm về việc "tước đoạt sự an ninh của các Kitô hữu trong một nỗ lực nhằm có lợi cho việc gia tăng dân số người Kurd. Kết quả mong đợi – bà nói - là một cuộc ra đi của hàng trăm ngàn Kitô hữu khỏi Iraq. Ít nhất cũng có hàng trăm người đã bị giết. Một linh mục đã bị phanh thây và bị chặt đầu".

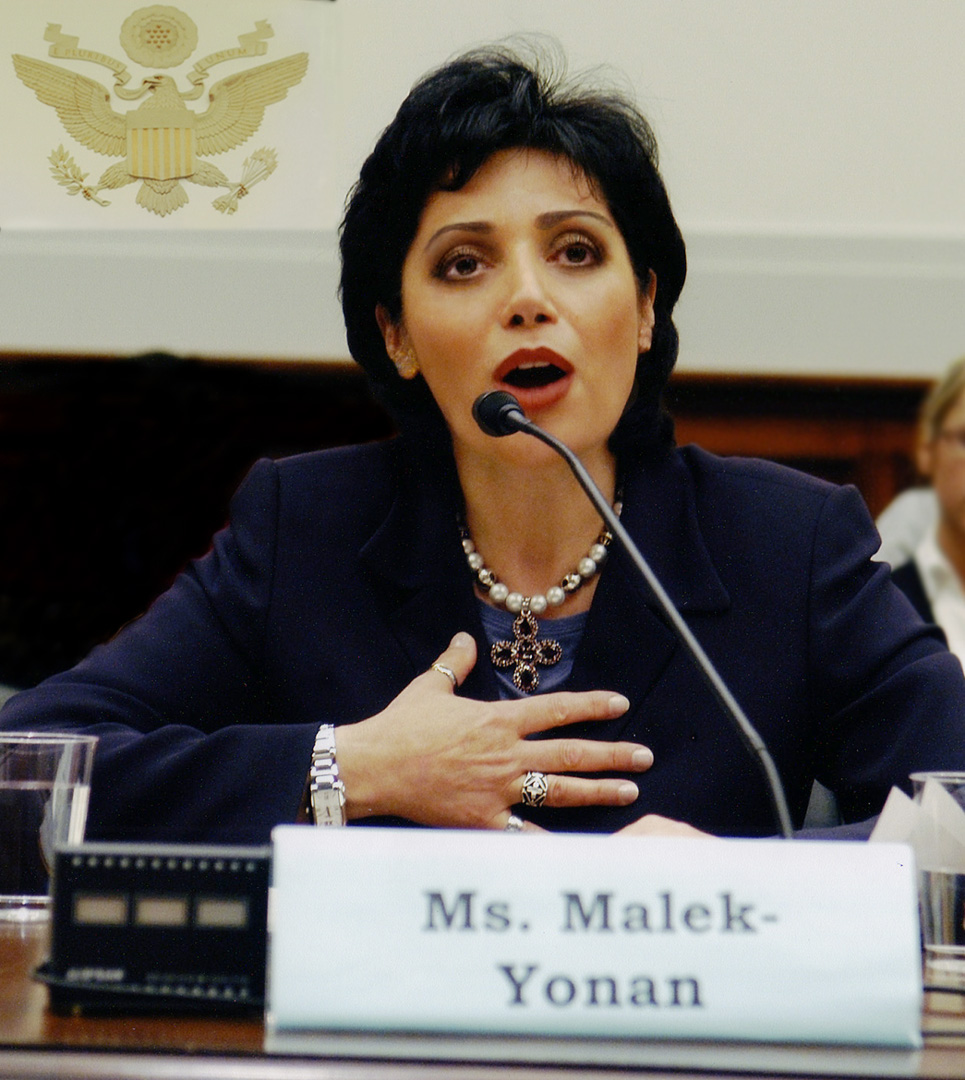
Làm chứng trước quốc hội Hoa Kỳ
30.6.2006

Ngày 30.6.2006, Rosie Malek-Yonan, được mời tới đồi Capitol làm chứng trước một Ủy ban quốc hội Hoa Kỳ về tự do tôn giáo liên quan đến tội diệt chủng, các vụ thảm sát và bách hại người Assyria ở Iraq từ khi bắt đầu cuộc chiến Iraq năm 2003. Đọc từ cuốn sách lịch sử và anh hùng ca của mình, bà đã so sánh vụ diệt chủng Assyria 1914-1918, như được mô tả trong quyển "The Crimson Field", với cảnh ngộ nguy hiểm hiện nay của những Kitô hữu Assyria bản xứ ở Iraq. Lời khai làm chứng say mê kéo dài 30 phút và lời biện hộ của bà trước quốc hội Hoa Kỳ, cuối cùng đã khiến cho dân biểu Chris Smith (tiểu bang New Jersey) quyết định đi sang Iraq bị chiến tranh tàn phá để đích thân chứng kiến các vụ việc. Trong khi ở Iraq, sau cuộc gặp gỡ những người Assyria địa phương, ông đã trao bản báo cáo của Malek-Yonan cho các quan chức Hoa Kỳ ở Iraq. Một năm sau, một tiểu ban đặc biệt của quốc hội Hoa Kỳ đã bỏ phiếu chấp thuận gửi 10 triệu dollar Mỹ viện trợ cho những người Assyria ở Iraq. Toàn bộ bản sao lời ghi âm lưu trữ và webcast của Lời khai làm chứng trước Quốc hội Hoa Kỳ của Rosie hiện có thể truy cập tại trang web của Hạ viện Hoa Kỳ.
Cuốn phim tài liệu "My Assyrian Nation on the Edge" của Monica Malek-Yonan, căn cứ trên lời khai làm chứng trước quốc hội Hoa Kỳ của Rosie Malek-Yonan được phát hành trong tháng 9 năm 2006 (ISBN 0-9771873-0-6) bằng tiếng Anh. Phim này được phát hành ở châu Âu có các phụ đề bằng tiếng Pháp, tiếng Đức, tiếng Thụy Điển và tiếng Hà Lan (ISBN 978-0-9771873-31). Buổi chiếu ra mắt ở Úc là ngày 7.8.2008 tại Nghị viện Úc của tiểu bang New South Wales ở Sydney.
Năm 2008 Malek-Yonan đã nói truyện về những chủ đề hòa bình thế giới, tội diệt chủng - đặc biệt tội diệt chủng Assyria trong các báo cáo trước Thượng Nghị viện Vương quốc Anh ngày 12 tháng 3 và Hạ Nghị viện Vương quốc Anh ngày 24.4.
Ngày 5.10.2008, Malek-Yonan nói thay mặt cho dân tộc Assyria ở Iraq tại một cuộc biểu tình được tổ chức trước Tòa nhà liên bang ở Los Angeles để phản đối Luật bầu cử Iraq. Bà nói trước đám đông những người biểu tình và các phương tiện truyền thông bày tỏ sự phản đối của mình về việc loại bỏ Điều 50 và hậu quả của nó đối với các dân tộc thiểu số ở Iraq, đặc biệt là người Assyria: "Nền dân chủ ở Iraq sẽ thất bại nếu không đối xử bình đẳng với mọi thành viên trong xã hội của mình theo quy định của pháp luật". Bà nói tiếp: "Những người Assyria đã trả một giá đắt kể từ đầu cuộc chiến tranh Iraq. Việc giải phóng người Iraq phải bao gồm tất cả mọi công dân, trong đó có các người Assyria, chứ không chỉ người Hồi giáo Sunni, Shiite và người Kurd".
Malek-Yonan thường được phỏng vấn trong các chương trình truyền thanh và truyền hình trên khắp thế giới trong đó bà đưa ra đánh giá của mình về tình hình hiện nay của người Assyria ở Trung Đông cũng như thảo luận về chủ đề diệt chủng Assyria được tranh luận sôi nổi.
Các bài báo của Malek-Yonan đã được xuất bản trên toàn cầu và được dịch sang nhiều ngôn ngữ khác nhau. Bà là một phát ngôn viên của công chúng và thường được mời diễn thuyết về vấn đề diệt chủng Assyria. Ngày 24.2.2007, Malek-Yonan là phát ngôn viên chính tại diễn đàn mở rộng ở Anaheim, California, thảo luận về việc bách hại các tín hữu Copt cùng tình cảnh nguy hiểm của các Kitô hữu ở Trung Đông. Bà đã diễn thuyết ở Đại học California tại Berkeley, Đại học California tại Merced, và Đại học Woodbury.
Ngày 20.12.2010, Malek-Yonan được Trung tâm Simon Wiesenthal Museum of Tolerance mời dự một cuộc họp báo để nói về cuộc khủng hoảng leo thang và những vụ tấn công chết chóc vào những người Assyria ở Iraq. Sau đó, trong cuộc phỏng vấn của hãng "Fox News", Malek-Yonan đã mô tả việc đi tới nhà thờ của các Kitô hữu Assyria ở Iraq là một trò chơi roulette Nga. "Họ không hề biết khi nào họ sẽ đi nhà thờ, nếu đó là đi dâng lễ misa lần chót, giờ khắc cuối cùng trong cuộc đời họ". Cuộc họp báo này do vụ thảm sát ngày 31.10.2010 ở "Nhà thờ Đức Mẹ Cứu rỗi" (The Lady of Salvation Church) tại Baghdad gợi ra.

## Giải thưởng
- Năm 2006, tại Hội nghị thường niên người Assyria lần thứ 73 ở Chicago, Illinois, Ban cố vấn của Assyrian American National Federation, Inc. đã trao giải Woman of the Year (Phụ nữ xuất sắc trong năm) cho Rosie Malek-Yonan.[62][63]
- Tháng 3 năm 2008, Rosie Malek-Yonan được Ủy ban hành động chính trị Hoa Kỳ-Iran (IAPAC) trao giải Excellence in Arts and Entertainment cho những đóng góp với tư cách diễn viên, nghệ sĩ, đạo diễn, nhà văn và nhà hoạt động.[9]
- Tại Hội nghị thế giới lần thứ 26 của Assyrian Universal Alliance ở Sydney, Úc, Rosie Malek-Yonan được trao giải Phụ nữ Assyria của năm 2009 để nhìn nhận sự đóng góp quan trọng của bà vào việc thăng tiến sự nghiệp dân tộc Assyria bằng việc thúc đẩy việc quốc tế công nhận vụ diệt chủng Assyria, những nỗ lực lớn lao của bà trong việc chuyển đạt các nhu cầu của người Assyria tới chính phủ Hoa Kỳ, và những thành tựu trong việc cung cấp sự phục vụ cá nhân cho cộng đồng người Assyria.trên khắp thế giới.[64]

## Công việc từ thiện
Rosie Malek-Yonan là thành viên sáng lập của Hội Văn hóa Nghệ thuật Assyria (Assyrian Cultural and Arts Society), một hội mà từ năm 2005 đã cấp các học bổng cho những sinh viên theo học Trường thiết kế của Đại học Woodbury (Woodbury University's Design School) thông qua cuộc thi thiết kế Assyria hàng năm.
Năm 2009 Malek-Yonan trở thành đại sứ cho tổ chức Người Assyria không biên giới (Assyrians Without Borders) có trụ sở ở Thụy Điển.

## Danh mục phim

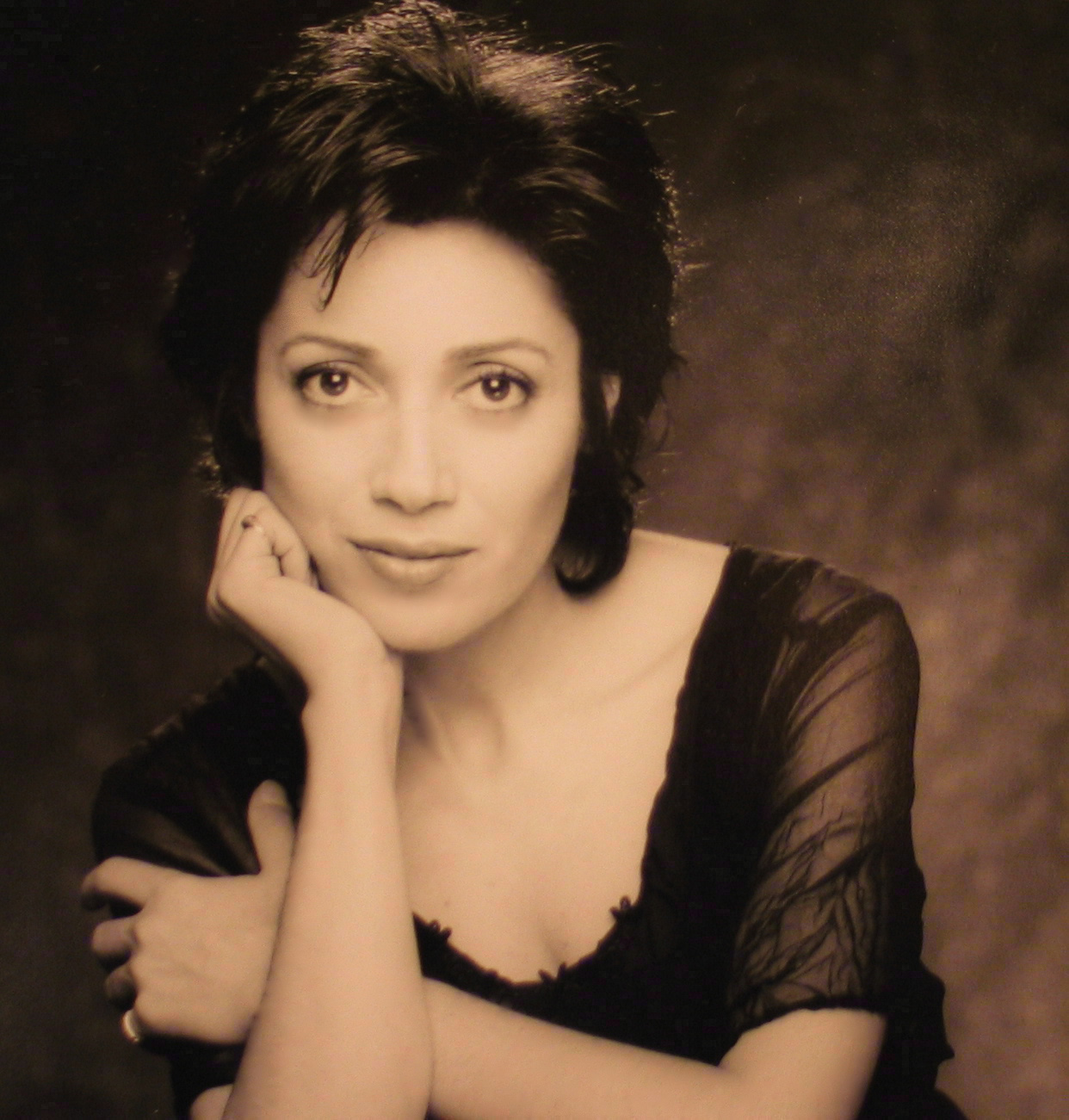
Rosie Malek-Yonan

### Phim
| Năm  | Tên                  | Vai diễn         | Đạo diễn/Ghi chú                                                 |
| ---- | -------------------- | ---------------- | ---------------------------------------------------------------- |
| 1980 | Olives for Breakfast | Rosie            | Nilgun Tölken                                                    |
| 1980 | Walking Among Angels | Angel            | Alexandria Dante                                                 |
| 1990 | Separate Rooms       | Sophie           | G. Tempert                                                       |
| 1996 | Up Close & Personal  | Agent            | Jon Avnet                                                        |
| 1996 | For Goodness Sake II | 4 Characters     | Trey Parker (do David Zucker sản xuất)                           |
| 2002 | Anniversary          | Maria            | Shami Samano (được giải của Hollywood Foreign Press Association) |
| 2005 | Animal Stories       | Maria            | Shami Samano                                                     |
| 2007 | Rendition            | Nuru El-Ibrahimi | Gavin Hood                                                       |

### Phim tài liệu
| Năm     | Tên                                                    | Vai      | Đạo diễn/Ghi chú                                                  |
| ------- | ------------------------------------------------------ | -------- | ----------------------------------------------------------------- |
| Filming | The Assyrians                                          |          | Đạo diễn, viết kịch bản và sản xuất                               |
| 2010    | Defying Deletion: The Fight Over Iraq’s Nineveh Plains | bản thân | đoạt giải Liên hoan phim Detroit 2011, Liên hoan phim Uptown 2011 |
| 2006    | My Assyrian Nation on the Edge (ISBN 0-9771873-0-6)    | bản thân | đạo diễn, viết kịch bản, sáng tác nhạc, Co-executive Producer     |

### Loạt phim truyền hình
| Năm            | Tên                                        | Vai                           | Đạo diễn/Ghi chú                                                           |
| -------------- | ------------------------------------------ | ----------------------------- | -------------------------------------------------------------------------- |
| 1982           | Dynasty                                    | Nữ tiếp viên                  | Vincent McEveety                                                           |
| 1986           | Capitol                                    | có định kỳ                    | Kenn Herman, Corey Allen, Patrick Corbett                                  |
| 1986           | Santa Barbara                              | diễn viên khách               | Rick Bennewitz                                                             |
| 1989           | Murder, She Wrote                          | Air Levant Clerk              | Vincent McEveety                                                           |
| 1989           | Divorce Court                              | Terri Ahmadi                  |                                                                            |
| 1990           | Generations                                | Gretchen                      | Edward Mallory                                                             |
| 1990           | Cop Rock                                   | Trợ lý sản xuất               | Fred Gerber                                                                |
| 1991           | Lethal Charm aka Her Wicked Ways           | Iberian Airline Clerk         | Richard Michaels                                                           |
| 1995           | NYPD Blue                                  | Ackama                        | Jim Charleston                                                             |
| 1995           | Babylon 5 ("Confessions and Lamentations") | Doctor                        | Jim Kremin                                                                 |
| 1996           | Star Trek: Deep Space Nine                 | Tekoa                         | Allan Kroeker                                                              |
| 1996/1987      | Days of our Lives                          | Recurring                     | Joseph Behar, Phil Sogard, Randy Robbins, Susan Orlikoff Simon, Herb Stein |
| 1997           | The Visitor                                | Maria                         | Frederick King Keller                                                      |
| 1997           | Diagnosis: Murder                          | Claudia Mores                 | Vincent McEveety                                                           |
| 1998           | Beverly Hills, 90210                       | Recurring/Barbara             | Chip Chalmers, Harvey Frost, Michael Lange, Joel J. Feigenbaum             |
| 1998           | Profiler                                   | Roya                          | John Patterson                                                             |
| 1998           | Seinfeld                                   | Mrs. Phil                     | Andy Ackerman                                                              |
| 1999/1997/1996 | Chicago Hope                               | có định kỳ/Cindy Grey         | Bill D'Elia, Stephen Cragg, Michael Schultz, Jesus Salvador Trevino        |
| 1999           | St. Michael's Crossing ("CBS Pilot")       | Vợ                            | Robert Butler                                                              |
| 1999           | Melrose Place                              | Doctor                        | Charles Pratt, Jr.                                                         |
| 1999           | Entertainment Tonight                      | bản thân                      |                                                                            |
| 2000           | The Practice                               | Lambert                       | Andy Wolk                                                                  |
| 2001           | Three Sisters ("NBC Pilot")                | Arab Woman                    | Pam Fryman                                                                 |
| 2002           | CSI: Miami                                 | Tiếp viên                     | Joe Chappelle, Deran Serafian                                              |
| 2002           | JAG                                        | diễn viên khách (nhiều tập)   | Bradford May, Hugo Cortina                                                 |
| 2003/1999      | The Young and the Restless                 | có định kỳ/Fadel              | Mike Denney, Sally McDonald                                                |
| 2007           | Life                                       | diễn viên khách/Roya Darvashi | Dan Sackheim                                                               |
| 2007           | ER                                         | Nazely                        | Richard Thorpe                                                             |
| 2008           | Eli Stone                                  | Nurse                         | Perry Lang                                                                 |
| 2008/1991      | General Hospital                           | có định kỳ/Farah Mir          | Craig McManus, Phideaux Xavier, Phil Sogart, Alan Pultz                    |

## Kịch
| Tên                                                  | Vai                   | Nhà hát                   | Đạo diễn          | Ghi chú/Tham chiếu                                         |
| ---------------------------------------------------- | --------------------- | ------------------------- | ----------------- | ---------------------------------------------------------- |
| An Assyrian Exodus                                   | Assyria               | Hartford Marriott         | Rosie Malek-Yonan | [ 12 ] [ 13 ]                                              |
| William Saroyan's The Time of Your Life              | Elsie                 | Pasadena Playhouse        | Jill Mana Capps   | [ 68 ] [ 69 ]                                              |
| Tennessee Williams' Summer and Smoke                 | Alma                  | Pasadena Playhouse        | Stan Zales        | [ 70 ]                                                     |
| Detective Story                                      | Susan                 | Pasadena Playhouse        | Darleen Duralia   | [ 71 ]                                                     |
| Bedfellows                                           | Miranda Morales       | Skylight Theatre          | Chris Fields      | World Premiere, Drama-Logue Award recipient, Critic's Pick |
| A Gentleman of Quality                               | Nicole                | Ivar Theatre              | Rosie Malek-Yonan | [ 77 ] [ 78 ] [ 79 ]                                       |
| Molière's Le Malade imaginaire The Imaginary Invalid | Toinette              | Gallery Theatre           | Rosie Malek-Yonan | [ 80 ] [ 81 ] [ 82 ]                                       |
| Speak!                                               | Brandy                | Theatre Geo               | Dana Coen         | World Premiere                                             |
| Soft Dude                                            | Doll                  | Theatre Geo               | Rosie Malek-Yonan | Critic's Pick                                              |
| Garrison Keillor's My Stepmother, Myself             | Snow                  | Theatre Geo               | Rosie Malek-Yonan | [ 85 ]                                                     |
| Double Bound                                         | Mori                  | Mise en Scène Theater     | Herb Rogers       | World Premiere                                             |
| Once a Catholic                                      | Mother Thomas Aquinas | Celtic Arts Center        | Joe Premell       | [ 86 ] [ 87 ]                                              |
| The Light in the Mill                                | Nancy                 | Theatre Americana         | Edgar Weinstock   | World Premiere                                             |
| Lies Like Truth                                      | Denise                | Theatre Americana         | John Otrin        | World Premiere                                             |
| Stage Door                                           | Olga                  | Charles Jehlinger Theatre | Lisle Wilson      | [ 86 ]                                                     |
| All Over Town                                        | Millie                | Charles Jehlinger Theatre | Ken McGee         | [ 86 ]                                                     |

## Đạo diễn
- The Assyrian – phim tài liệu/Rosie Malek-Yonan[94]
- My Assyrian Nation on the Edge – phim tài liệu/Rosie Malek-Yonan[36]
- Her Master's Voice – cùng viết kịch bản với Monica Malek-Yonan – Show Truyền thanh
- The Imaginary Invalid - Gallery Theatre, Hollywood[77][77][95]
- A Gentleman of Quality – cùng viết kịch bản với Monica Malek-Yonan - Ivar Theatre, Hollywood[77][96][97][98]
- A Matter of the Mind - En Scene Theatre, N. Hollywood
- Service Please Hold! (from 8x10) - Theatre Geo, HollywoodHernandez, Martin (21–ngày 27 tháng 10 năm 1994). "Calendar". LA Weekly. {{Chú thích báo}}: Kiểm tra giá trị ngày tháng trong: |date= (trợ giúp)[84]
- Soft Dude - Theatre Geo, Hollywood[14][84]
- Correct Address - Theatre Geo, Hollywood[14][84]
- The Ties That Bind - Theatre Geo, Hollywood[84]
- My Stepmother, Myself - Theatre Geo, Hollywood [99]

## Tác giả
- The Crimson Field by Rosie Malek-Yonan

ISBN 0-9771873-4-9
Pearlida Publishing, USA
The Crimson Field là một tiểu thuyết lịch sử, văn học và anh hùng ca, lấy bối cảnh ở Urmia, Iran, Nga và San Francisco, California. Tiểu thuyết này dựa trên những sự kiện có thật và các biên niên sử thật của gia tộc, lấy bối cảnh ở vụ diệt chủng Assyria các năm 1914-1918 dưới thời Thế chiến thứ nhất, trong đó khoảng 750.000 người Assyria đã bị những người Thổ Nhĩ Kỳ, người Kurd và người Ba Tư tàn sát ở Thổ Nhĩ Kỳ thuộc đế quốc Ottoman và ở vùng dân Assyria cư ngụ Urmi (Urmia), miền bắc Iran. Sách này được tạp chí Zinda chọn là "Sự kiện Assyria của năm 2005" (The Assyrian Event of the Year 2005) (ngày 22.4. 2006). Sách được thể hiện trong ấn bản thứ tư của MAKE Mùa Đông năm 2007, một tạp chí văn học ở Chicago và được giáo sư Ellene Phufas chọn làm sách phải đọc cho lớp Văn học thế giới của hệ SUNY (Đại học quốc gia New York) đại diện cho tác phẩm viết về những vụ diệt chủng người Kitô giáo ở Tiểu Á.
- Seyfo: Genocide, Denial and the Right of Recognition

ISBN 91-972351-2-1
Seyfo Center, Hà Lan
Seyfo: Genocide, Denial and the Right of Recognition một tập hợp các bài báo và các bài nói truyện tại các hội nghị tổ chức ở Nghị viện châu Âu, trong đó có các bài của Rosie Malek-Yonan (tác giả quyển The Crimson Field), nghị sĩ Stephen Pound (Hạ Nghị viện Vương quốc Anh), giáo sư Ove Bring (Nghị viện Thụy Điển), Sabri Atman (giám đốc Trung tâm Seyfo, châu Âu), Mechtild Rothe (Phó chủ tịch Nghị viện châu Âu), giáo sư David Guant (Södertöms University Colledge, Thụy Điển), Markus Ferber (EVP-ED, nghị sĩ Nghị viện châu Âu) và Willy Foeutre (tổ chức Nhân quyền không biên giới).

## Các bài báo xuất bản
- "Assyrian Genocide Memorial Wall", ngày 7 tháng 5 năm 2007, , ngày 21 tháng 3 năm 2007.
- "Deliver Us From Evil", ngày 21 tháng 3 năm 2007.
- "Moon Over Assyria", ngày 20 tháng 5 năm 2007,  ngày 24 tháng 5 năm 2007.
- "Turkey's Dark Secret Resonating the Airwaves", ngày 12 tháng 3 năm 2008.  Lưu trữ ngày 8 tháng 3 năm 2012 tại Wayback Machine  Lưu trữ ngày 9 tháng 4 năm 2012 tại Wayback Machine
- "Genocide Unfolding: Death of a Catholic Assyrian Archbishop in Iraq" ngày 18 tháng 3 năm 2008.  Lưu trữ ngày 8 tháng 3 năm 2012 tại Wayback Machine
- "Another Priest Killed: the Assyrian Genocide Continues in Iraq", ngày 5 tháng 4 năm 2008.
- "Children of Assyria", ngày 25 tháng 11 năm 2008.
- "Aishu Auraay: A Missing Seven-Year-Old Assyrian Boy" ngày 12 tháng 3 năm 2009.
- "Turkish Hackers Facilitate Assyrian Book Sales" ngày 1 tháng 6 năm 2009.
- "SUNY Days for 'The Crimson Field", ngày 24 tháng 1 năm 2010.
- "An Assyrian Tragedy", ngày 23 tháng 8 năm 2010.
- "The Baghdad Church Massacre: Waiting for Godot!", co-writer, Soner Önder, ngày 23 tháng 11 năm 2010.

## Các trích dẫn nổi tiếng
| “ | Tôi có thể không có một quốc gia có biên giới, nhưng đất nước của tôi ở trong tôi. Đất nước của tôi ở trong tâm hồn và trong trái tim tôi. Tôi là ASSYRIA. | ” |

 - The Crimson Field
| “ | Việc giải phóng Iraq đã trở thành cuộc đàn áp các người Assyria. | ” |

- Quốc hội Hoa Kỳ
| “ | Tôi là một người Assyria. Điều đó không thể thương lượng. | ” |

 - The Crimson Field
| “ | Mỗi lần các nước phương Tây mở cuộc chiến tranh ở Trung Đông, thì đều trở thành một cuộc chiến tranh tôn giáo. | ” |

 - The New York Times
| “ | Việc nhìn nhận và chấp nhận nạn diệt chủng, và việc giết hàng loạt dân tộc không chỉ đơn thuần là chỉ thẳng vào mặt một tên bạo chúa phạm những tội ác đó. Đó là chấp nhận các sự kiện thực tế và sự thật với mục tiêu cuối cùng là sửa chữa lại cầu nối giữa các chủng tộc. Đó không chỉ đơn thuần là lên án, nhưng là để tạo ra bước đầu tiên hướng tới hòa bình thế giới. | ” |

 - Thượng Nghị viện Vương quốc Anh
| “ | Khi chúng ta liên tục cho phép thi hành việc diệt chủng cùng holocaust, và chấp nhận không bác bỏ những hành động như vậy kéo dài hàng nhiều thập kỷ như trong trường hợp của người Assyria, người Armenia và nạn diệt chủng người Pontic Hy Lạp, thì về bản chất chúng ta chấp nhận điều đó như một sự thỏa hiệp. Bác bỏ (hành động diệt chủng) là không thỏa hiệp. | ” |

 - Hạ Nghị viện Vương quốc Anh